# Trattato di Dubysa
Il trattato di Dubysa o trattato di Dubissa (in lituano: Dubysos sutartys) consisteva in tre atti giuridici sottoscritti il 31 ottobre 1382 da Jogaila, granduca di Lituania, suo fratello Skirgaila e Konrad von Wallenrode, Maresciallo (e futuro Gran maestro) dell'ordine teutonico. Durante la guerra civile lituana (1381-1384), i cavalieri teutonici aiutarono Jogaila e Skirgaila a sconfiggere lo zio Kęstutis e suo figlio Vitoldo: Cercando di assicurare la realizzazione delle promesse fatte da Jogaila durante il conflitto, i tedeschi organizzarono i negoziati per il trattato in gran segreto e, dopo sei giorni trascorsi su un'isola alla foce del fiume Dubysa (un corso d'acqua che va dalla Samogizia alla Sudovia), le parti giunsero finalmente a un'intesa. L'accordo non fu ratificato e mai entrò in vigore: la guerra civile riprese infatti nell'estate del 1383.

## Termini

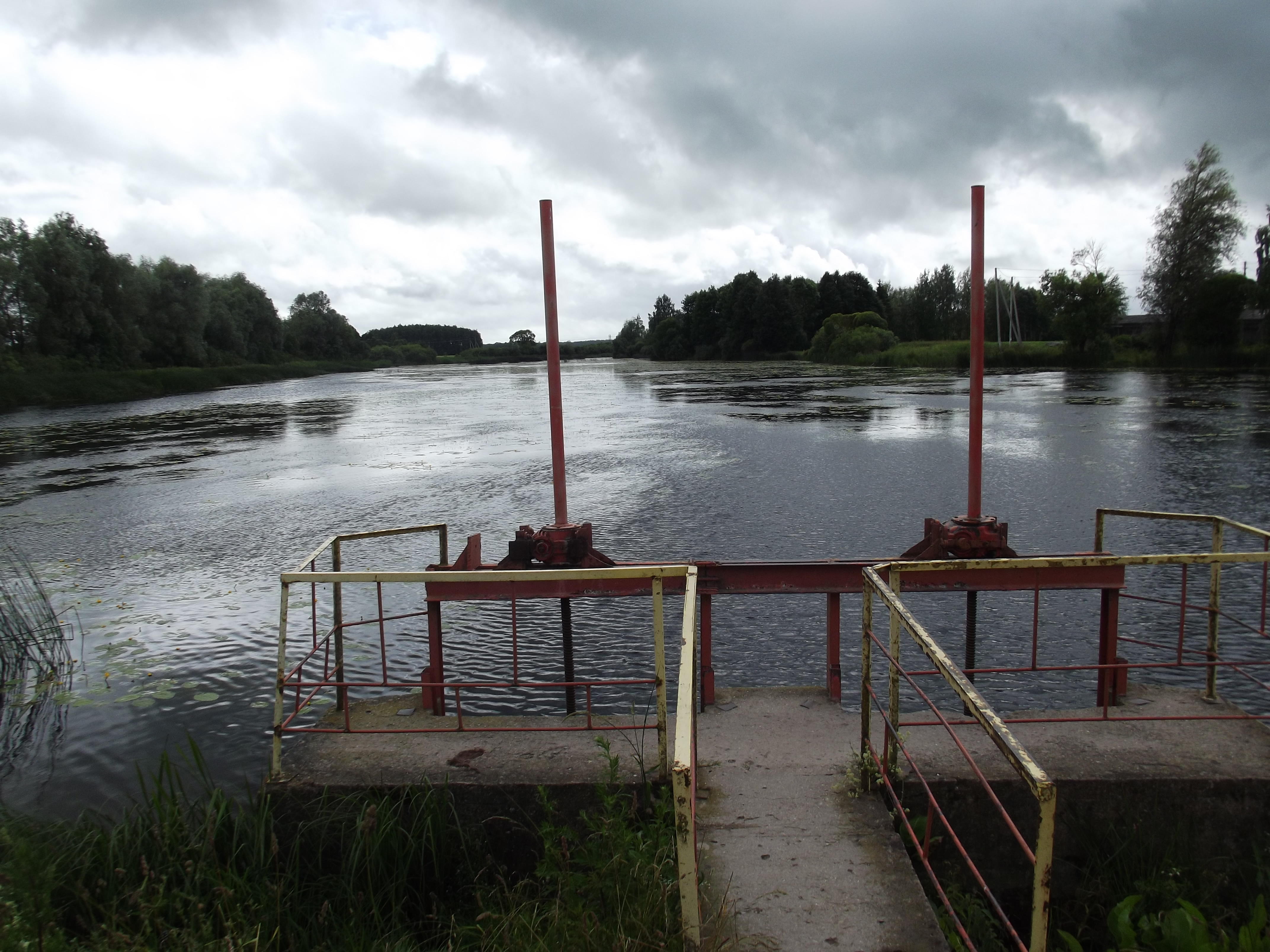
Il fiume Dubysa in Lituania

Nel primo dei tre documenti, Jogaila promise di battezzarsi e di convertire il Granducato di Lituania al cristianesimo. La Samogizia, regione che separava fisicamente lo Stato monastico in Prussia dalla Terra Mariana amministrata dai cavalieri di Livonia, venne ceduta all'ordine fino al fiume Dubysa dal secondo atto. Si trattò della prima volta in cui, a crociata ancora in corso, la Lituania rinunciava alla Samogizia. Il terzo atto prevedeva la costituzione di un'alleanza militare per quattro anni: entrambe le parti promisero di aiutarsi a vicenda contro eventuali attacchi esterni. Jogaila accettò inoltre di non scatenare un conflitto senza l'approvazione dell'ordine, a prescindere dal nemico in questione. Tali disposizioni, come si può intuire, limitavano la sovranità di Jogaila: alcuni storici si sono spinti oltre facendo notare che un tale accordo avrebbe di fatto reso la Lituania legata a un rapporto di vassallaggio con i propri avversari di lunga data.
Tutti e tre gli atti (ne sopravvivono solo due originali, il terzo è noto da una trascrizione fatta nel 1410) furono firmati da ogni figlio di Algirdas e Uliana di Tver' (Jogaila, Skirgaila, Kaributas, Lengvenis, Karigaila, Vygantas e Švitrigaila) e da Hanul, un mercante di Vilnius che aprì le porte della città nel giugno 1382, permettendo a Jogaila di deporre Kęstutis. Uliana sottoscrisse solo l'atto di concessione della Samogizia all'ordine. Gli storici lituani Ignas Danilevičius e Ignas Jonynas hanno sollevato dubbi sul fatto che tale atto del 1410 fosse autentico, ma la loro tesi non ha riscosso grande successo a livello storiografico.

## Ratifica e conseguenze
Kęstutis morì in una cella di prigione del castello di Krėva il 15 agosto 1382, mentre Vitoldo riuscì a scappare pochi mesi dopo e chiese aiuto e protezione allo Stato monastico. Un simile evento pose in ulteriore posizione di vantaggio i teutonici, i quali spinsero per la ratifica (ovvero l'apposizione di timbri ufficiali) al trattato. Benché l'Hochmeister propose in ben cinque occasioni di accordarsi per una data, Jogaila rifiutò costantemente. La riunione finale era prevista per il 19 luglio 1383, sulla medesima isola dove per sei giorni ebbero luogo i negoziati. Jogaila giunse come concordato, ma la delegazione teutonica, guidata da Konrad Zöllner von Rothenstein, rimase bloccata vicino a Skirsnemunė, a pochi chilometri dalla loro destinazione, a causa delle acque insolitamente basse del fiume Neman. Jogaila, sentendosi insultato, rifiutò di spostarsi dalla sua posizione e incontrare il Gran maestro, tanto che l'incontro finì per non svolgersi.
Non è del tutto chiaro perché i colloqui diplomatici tra le parti si interruppero. Alcuni suggerirono che Jogaila già sapesse dell'opportunità di sposare Edvige e diventare poi re della Polonia. Vi è chi sostiene che Uliana, madre di Jogaila, disapprovasse la conversione al rito cattolico in quanto lei ortodossa. Altri ancora hanno posto le attenzioni sulla Masovia, dove le tensioni si acuirono quando Jogaila avviò una guerra contro Siemowit IV, sostenitore Vitoldo e amico dell'ordine, e sul tentativo dei tedeschi di manipolare Vitoldo contro Jogaila.
L'ordine teutonico dichiarò guerra il 30 luglio. Essi battezzarono Vitoldo e presero le sue parti nella sua lotta contro Jogaila per riottenere il suo patrimonio. Alla fine, dopo tre anni di battaglie, i due cugini si riconciliarono nell'estate del 1384: Vitoldo riprese possesso delle terre di suo padre ad eccezione di Trakai e Jogaila fu incoronato re di Polonia nel 1386.